# Олеса де Монтсерат
Олеса де Монтсерат (шп. Olesa de Montserrat) град је у Шпанији у аутономној заједници Каталонија у покрајини Барселона. Према процени из 2017. у граду је живело 23 645 становника.

## Становништво
Према процени, у граду је 2017. живело 23 645 становника.
| 2017.  |
| ------ |
| 23.645 |

## Партнерски градови
- Вајнгартен
- Нонантола